# Amphixystis cincinnata
Amphixystis cincinnata är en fjärilsart som beskrevs av Edward Meyrick 1915. Amphixystis cincinnata ingår i släktet Amphixystis och familjen äkta malar.
Artens utbredningsområde är Sri Lanka. Inga underarter finns listade i Catalogue of Life.